# Sympiesis marilandica
Sympiesis marilandica är en stekelart som beskrevs av Girault 1917. Sympiesis marilandica ingår i släktet Sympiesis och familjen finglanssteklar. Inga underarter finns listade i Catalogue of Life.